# 完コピ!!名曲ダンスNo.1決定戦
『完コピ!!名曲ダンスNo.1決定戦』（かんコピ!!めいきょくダンスナンバーワンけっていせん）は、日本テレビ系列28局で、2012年5月3日に放送された特別番組である。

## 概要
名曲ダンスを完全コピーして、No.1を決める番組。

## 構成・展開

### 予選ブロック

#### Aブロック
1番手に登場した"十代時代"は少女時代のコピーダンスを披露し、94点を記録し暫定トップとなる。2番手の社会人、就活生5人組"就職氷河期"はPerfumeのコピーダンスを披露、3番手のジュニアチアダンスチーム"ティガーズ"はローラースケートを取り入れた光GENJIのコピーダンスを披露するがいずれも93点と僅かに及ばず敗退する。4番手の"殻"がKARA95点を記録し順位が入れ替わる。5番手に登場したVOYAGE DANCE STUDIO出身のチーム"ゼロ"がAKB48のコピーダンスで96点を記録し、順位が目まぐるしく変動する。6番手、ジャネットジャクソンをコピーした"リル・ジャクソン"は94点と及ばなかった。ブロック最後に登場した"バトルドラゴン"はダンスに空手を取り入れたパフォーマンスで97点を獲得して首位に立ち、決勝進出を決めた。

#### Bブロック
予選Bブロックは、1番手の"アフロボ"がバク転を取り入れたダンスで95点を記録する。2番手の男性3人組"パフュッキー"はPerfumeのコピーを披露するが、得点は87とイマイチ伸び悩んだ。続く3番手の小学生2人組"ピンクバブル"はジャズダンスのパフォーマンスで盛り上がりを見せ、4番手の"高速daKARA"は曲を倍速にする「倍速ダンス」という前衛的な試みを見せたが、いずれも91点と得点では及ばなかった。5番手の年齢不詳女性ユニット"私達、やりきります。"はSPEEDのコピーダンスを披露するが、得点は89と伸び悩んだ。6番手に登場した"森羅万象"は、ダンスの節々にアクロバットを取り入れたダンスで97点を記録し首位に上がる。ブロック最後に登場した"光GENJO"はローラースケートを用いたダンスで盛り上がりを見せるが、首位には及ばず、"森羅万象"が決勝進出を決めた。

#### Cブロック
Cブロック1番手の"FNSD+"は少女時代のコピーで94点を記録し暫定とトップとなる。続く鹿児島実業高等学校新体操部OBで構成される"かじちゅ"は新体操のコミカルなアレンジで盛り上がりを見せるが、得点では及ばず敗退した。3番手で登場した"影舞者"はジャネットジャクソンをコピーし、非常にシンクロ度の高いダンスやヌンチャクを用いたパフォーマンスで高評価を呼び、97点で首位を獲得した。4番手の"ミラクルクル"は一輪車を用いたダンスパフォーマンスで盛り上がりを見せるが、96点と僅かに及ばなかった。5番手の「ブティック」は高度なフォーメーションダンスを披露するが93点と伸び悩んだ。6番手の少年チーム"プロダクトボーイズ"はEXILEをコピーし盛り上がりを見せるが、96点と僅かに及ばなかった。ブロック最後に登場した男性社会人ユニット"ブラックスターズ"は個人技、集団技と入り乱れるパフォーマンスで97点を記録。同点の"影武者""ブラックスターズ"は大会規定により、両チーム共に決勝進出を果たした。

#### 決勝
決勝1番手の"影舞者"はZooの「Choo Choo TRAIN」をコピーし、優れたシンクロダンスはそのままに、予選とは打って変わって快活なダンスを披露した。2番手の"バトルドラゴン"は吉田兄弟の「RISING」を使用し、予選よりも空手の要素を色濃くしたパフォーマンスを披露した。3番手の"森羅万象"はMCハマーの「Here Comes The Hammar」をコピーし、アグレッシブなダンスを披露した。最後に登場した"ブラックスターズ"は一世風靡セピアの「前略、道の上より」をコピーし、予選同様コミカルさとアグレッシブさを両立したパフォーマンスを披露した。
最終審査では"ブラックスターズ"が審査員10人中7人の票を獲得し優勝した。理由について審査員を務めたつんく♂は「ダンスの中にエンターテインメントの要素が詰まっていた」と講評した。

## 出演者

### MC
- イモトアヤコ
- 西尾由佳理

### 審査員
- 東貴博
- 磯野貴理子
- 河本準一
- 鈴木奈々
- 須藤元気
- 高畑淳子
- つんく♂
- 夏まゆみ
- 前田美波里
- 柳原可奈子

## 出場者一覧
| 予選ブロック | #  | チーム名             | 出身地   | 楽曲                                                                              | スコア               | 最終結果 |
| ------------ | -- | -------------------- | -------- | --------------------------------------------------------------------------------- | -------------------- | -------- |
| A            | 1  | 十代時代             | 静岡県   | 少女時代「GENIE」                                                                 | 94                   | 予選敗退 |
| A            | 2  | 就職氷河期           | 東京都   | Perfume「レーザービーム」                                                         | 93                   | 予選敗退 |
| A            | 3  | ティガーズ           | 東京都   | 光GENJI「ガラスの十代」                                                           | 93                   | 予選敗退 |
| A            | 4  | 殻                   | 東京都   | KARA「Lupin」                                                                     | 95                   | 予選敗退 |
| A            | 5  | ゼロ                 | 愛知県   | AKB48「Everyday、カチューシャ」                                                   | 96                   | 予選敗退 |
| A            | 6  | リル・ジャクソン     | 福岡県   | ジャネットジャクソン「リズム・ネイション」                                        | 94                   | 予選敗退 |
| A            | 7  | バトルドラゴン       | 愛知県   | モーニング娘。「恋愛レボリューション21」（予選） 吉田兄弟「RISING」（決勝）       | 97（予選） 1（決勝） | 総合3位  |
| B            | 8  | アフロボ             | 群馬県   | 少女時代「Gee」                                                                   | 95                   | 予選敗退 |
| B            | 9  | パフュッキー         | 大阪府   | Perfume「ねぇ」                                                                   | 87                   | 予選敗退 |
| B            | 10 | ピンク バブル        | 東京都   | レディー・ガガ「Born This Way」                                                   | 91                   | 予選敗退 |
| B            | 11 | 高速daKARA           | 東京都   | KARA「ミスター」                                                                  | 91                   | 予選敗退 |
| B            | 12 | 私達、やりきります。 | 東京都   | SPEED「Go!Go!」                                                                   | 89                   | 予選敗退 |
| B            | 13 | 森羅万象             | 千葉県   | TRF「EZ DO DANCE」（予選） MCハマー「Here Comes The Hammar」（決勝）              | 97（予選） 0（決勝） | 総合4位  |
| B            | 14 | 光GENJO              | 東京都   | 光GENJI「STAR LIGHT」                                                             | 90                   | 予選敗退 |
| C            | 15 | FNSD+                | 福岡県   | 少女時代「Gee」                                                                   | 94                   | 予選敗退 |
| C            | 16 | かじちゅ             | 鹿児島県 | AKB48メドレー                                                                     | 92                   | 予選敗退 |
| C            | 17 | 影舞者               | 京都府   | ジャネットジャクソン「リズム・ネイション」（予選） Zoo「Choo Choo TRAIN」（決勝） | 97（予選） 2（決勝） | 総合2位  |
| C            | 18 | ミラクルクル         | 神奈川県 | 光GENJI「STAR LIGHT」                                                             | 96                   | 予選敗退 |
| C            | 19 | ブティック           | 東京都   | SHINee「LUCIFER」                                                                 | 93                   | 予選敗退 |
| C            | 20 | プロダクトボーイズ   | 東京都   | EXILE「Choo Choo TRAIN」                                                          | 96                   | 予選敗退 |
| C            | 21 | ブラックスターズ     | 東京都   | MAX「残酷な天使のテーゼ」（予選） 一世風靡セピア「前略、道の上より」（決勝）      | 97（予選） 7（決勝） | 優勝     |

## ネット局
| 放送対象地域   | 放送局                    | 系列                           | 放送日時                   | 遅れ       |
| -------------- | ------------------------- | ------------------------------ | -------------------------- | ---------- |
| 関東広域圏     | 日本テレビ（NTV）         | 日本テレビ系列                 | 2012年5月3日 19:00 - 20:54 | 製作局     |
| 北海道         | 札幌テレビ（STV）         | 日本テレビ系列                 | 2012年5月3日 19:00 - 20:54 | 同時ネット |
| 青森県         | 青森放送（RAB）           | 日本テレビ系列                 | 2012年5月3日 19:00 - 20:54 | 同時ネット |
| 岩手県         | テレビ岩手（TVI）         | 日本テレビ系列                 | 2012年5月3日 19:00 - 20:54 | 同時ネット |
| 宮城県         | ミヤギテレビ（MMT）       | 日本テレビ系列                 | 2012年5月3日 19:00 - 20:54 | 同時ネット |
| 秋田県         | 秋田放送（ABS）           | 日本テレビ系列                 | 2012年5月3日 19:00 - 20:54 | 同時ネット |
| 山形県         | 山形放送（YBC）           | 日本テレビ系列                 | 2012年5月3日 19:00 - 20:54 | 同時ネット |
| 福島県         | 福島中央テレビ（FCT）     | 日本テレビ系列                 | 2012年5月3日 19:00 - 20:54 | 同時ネット |
| 山梨県         | 山梨放送（YBS）           | 日本テレビ系列                 | 2012年5月3日 19:00 - 20:54 | 同時ネット |
| 新潟県         | テレビ新潟（TeNY）        | 日本テレビ系列                 | 2012年5月3日 19:00 - 20:54 | 同時ネット |
| 長野県         | テレビ信州（TSB）         | 日本テレビ系列                 | 2012年5月3日 19:00 - 20:54 | 同時ネット |
| 静岡県         | 静岡第一テレビ（SDT）     | 日本テレビ系列                 | 2012年5月3日 19:00 - 20:54 | 同時ネット |
| 富山県         | 北日本放送（KNB）         | 日本テレビ系列                 | 2012年5月3日 19:00 - 20:54 | 同時ネット |
| 石川県         | テレビ金沢（KTK）         | 日本テレビ系列                 | 2012年5月3日 19:00 - 20:54 | 同時ネット |
| 福井県         | 福井放送（FBC）           | 日本テレビ系列／テレビ朝日系列 | 2012年5月3日 19:00 - 20:54 | 同時ネット |
| 中京広域圏     | 中京テレビ（CTV）         | 日本テレビ系列                 | 2012年5月3日 19:00 - 20:54 | 同時ネット |
| 近畿広域圏     | 読売テレビ（ytv）         | 日本テレビ系列                 | 2012年5月3日 19:00 - 20:54 | 同時ネット |
| 鳥取県・島根県 | 日本海テレビ（NKT）       | 日本テレビ系列                 | 2012年5月3日 19:00 - 20:54 | 同時ネット |
| 広島県         | 広島テレビ（HTV）         | 日本テレビ系列                 | 2012年5月3日 19:00 - 20:54 | 同時ネット |
| 山口県         | 山口放送（KRY）           | 日本テレビ系列                 | 2012年5月3日 19:00 - 20:54 | 同時ネット |
| 徳島県         | 四国放送（JRT）           | 日本テレビ系列                 | 2012年5月3日 19:00 - 20:54 | 同時ネット |
| 香川県・岡山県 | 西日本放送（RNC）         | 日本テレビ系列                 | 2012年5月3日 19:00 - 20:54 | 同時ネット |
| 愛媛県         | 南海放送（RNB）           | 日本テレビ系列                 | 2012年5月3日 19:00 - 20:54 | 同時ネット |
| 高知県         | 高知放送（RKC）           | 日本テレビ系列                 | 2012年5月3日 19:00 - 20:54 | 同時ネット |
| 福岡県         | 福岡放送（FBS）           | 日本テレビ系列                 | 2012年5月3日 19:00 - 20:54 | 同時ネット |
| 長崎県         | 長崎国際テレビ（NIB）     | 日本テレビ系列                 | 2012年5月3日 19:00 - 20:54 | 同時ネット |
| 熊本県         | くまもと県民テレビ（KKT） | 日本テレビ系列                 | 2012年5月3日 19:00 - 20:54 | 同時ネット |
| 鹿児島県       | 鹿児島読売テレビ（KYT）   | 日本テレビ系列                 | 2012年5月3日 19:00 - 20:54 | 同時ネット |

## スタッフ
第1回
- 構成：小野高義、都築浩、町山広美、鈴木工務店、高草木靖治
- TP：高瀬義美
- SW：小川利行
- CAM：小池悟志
- 照明：矢田雄一朗
- VE：齋藤雄一
- 音声：杉山直樹
- 技術協力：ニューテレス、IMAGICA、FLT、麻布プラザ、ジャパンテレビ、フォーミュレーション
- 美術協力：日本テレビアート
- 美術：上條宏美、栗原純二
- EED：秋田正樹
- MA：青木伸次
- 音効：矢部公英
- CG：ちたまロケッツ、グレートインターナショナル、Y.D.S.
- 編成：高谷和男、植野浩之
- 調査：佐藤政治
- 広報：戸田聖一郎
- 営業：佐藤俊之
- デスク：山本恭代
- リサーチ：金田佑馬、高木美嘉
- 演出補：佐々木美歩
- TM：江村多加司
- TK：井崎綾子
- AP：白石綾子
- ディレクター：早川多祐、中村順、伊藤雄太、滝内一穂、本橋宏之、古郡武昭、河野奈都子
- 演出：大熊義紹、花岡圭一郎、長久弦、徳永清孝
- プロデューサー：上田識喜、大澤宏一郎、佐藤甲三、本多雅美、細越貴子
- 運営：AGASUS
- 制作協力：太陽カンパニー、ガッツエンターテイメント
- 企画・総合演出：栗原甚
- チーフプロデューサー：大野彰作
- 製作著作：日本テレビ